# Hoya pubicalyx
Espèce
Hoya pubicalyx  est une espèce de plante à fleurs du genre Hoya.

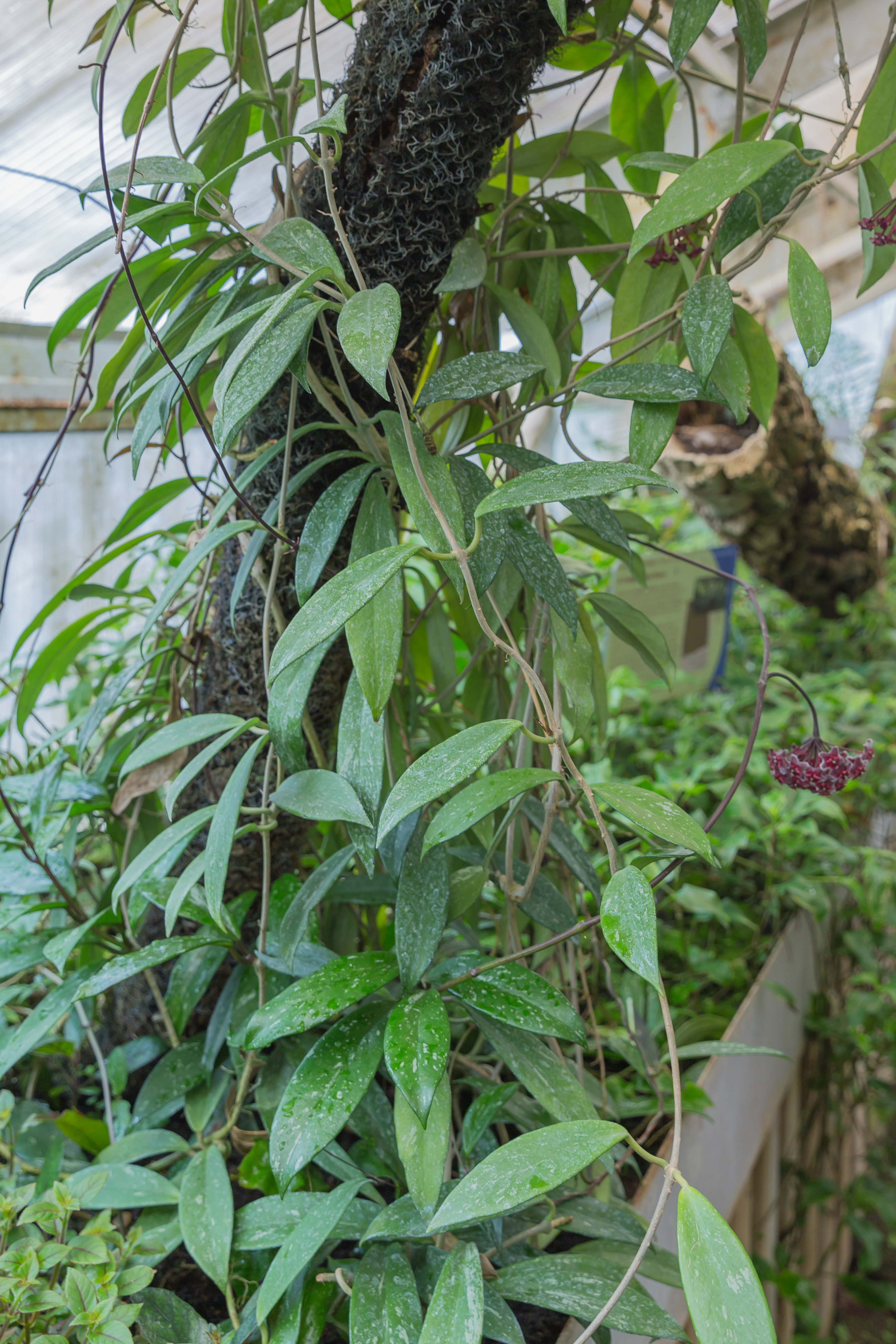
Hoya pubicalyx au jardin botanique de Lyon, en France.